# 홈 팀
《홈 팀》(영어: Home Team)은 2022년 공개한 미국의 코미디 영화이다.

## 출연진

### 주연
- 케빈 제임스 - 숀 페이튼 역
- 테일러 로트너 - 트로이 램버트 역
- 롭 슈나이더 - 제이미 역
- 잭키 샌들러 - 베스 역

### 조연
- 테이트 블럼 - 코너 페이튼 역
- 크리스 티톤